# アラビアンナイト 砂漠の精霊王
『アラビアンナイト 砂漠の精霊王』（－さばくのせいれいおう）は、1996年6月14日に日本のタカラから発売されたスーパーファミコン用ロールプレイングゲーム。
アラブ風の世界で冒険するRPG。精霊王の力を封じた水晶を集めるという目的以外はほぼ自由行動となっており、プレイヤーの選択によって展開が決まるマルチシナリオ・マルチエンディングとなっている。戦闘シーンがクォータービューになっている事などを特徴としている。
開発はパンドラボックスが行い、プロデューサーはスーパーファミコン版『SAMURAI SPIRITS』（1994年）や『餓狼伝説スペシャル』（1994年）を手掛けた中野隆幸、シナリオは『晦-つきこもり』（1996年）を手掛けた早川奈津子、音楽は『幕末降臨伝ONI』（1996年）を手掛けた根本一郎および『機動武闘伝Gガンダム』（1994年）を手掛けた田村大輔が担当している。

## ゲーム内容

### 結界のカード
本作の戦闘はコマンド選択式のターン制というオーソドックスなものだが、独自の特徴として敵味方ともに使用し、参戦者に特殊な効果を付与する結界のカードがある。
カードを発動できるのは各戦闘ターンの初めで、効果は3ターン持続する。最大16枚まで保持でき、1度使うとなくなるが、戦闘終了のたびに新しく1枚手に入る。カードには9つの属性と1 - 5のレベルが設定されており、数値が大きいほど結界発動力が上がる。カードの出し合いとなった場合は発動力が高いほうのみが効果を発揮する。ただし、カード自体の効力はレベルが低いほうが強くなる。
また、各属性にはレベル0のスペシャルカードが用意されており、特殊な方法でのみ入手できる。レベル0は効果が最強で且つ、発動時ターンのみ発動力が最強となるが、次ターンからは最弱となる為どんでん返しカードと言える。
結界の効果は該当する属性の攻撃を行うものが多いが、レベルによっては「魔法攻撃2倍」「絶対クリティカル」「物理攻撃無力化」のように極端なものもあり、弱い敵が相手でも強いカードを出されたせいで苦戦することがある。そのため、敵の結界を破るために高レベルカードを出したり、今後のために危険を承知であえて温存したり、という戦略が要求される。

### 日記
自由度の高い本作の道しるべとなるのがシュクランのつける日記である。イベントをこなすたびに内容が追加されていくので、空欄があるならばまだやり残したことがあるとわかる。また、次になすべきことに迷った際に過去のできごとを振り返るのにも使える。

## ストーリー
幼いころに両親を喪った少女シュクランは、おばさん（母のいとこ）の家でこき使われながら暮らしていた。ある日の道端でシュクランが見つけたのは、精霊王イフリートが封印された指輪だった。指輪から解放されるためにイフリートは「おまえの願いをかなえてやろう」と持ちかけたが、シュクランが願ったのは自分ひとりの幸せではなく「この国が平和になりますように」というものだった。
シュクランのおかげで元の姿に戻れたイフリートだったが、契約を果たそうにも彼女の願いは漠然としすぎていた。とりあえずかつての力を回復するために、力を封じた魔水晶を探すことにするが……。

## 登場人物

### プレイヤーキャラクター
シュクラン（変更可能）
年齢 15歳、身長 153cm、体重 40kg、3サイズ 72/52/76。
本作の主人公であり、不幸な生い立ちを苦にせず常に明るく前向き。しかし鈍くさく、すぐ転ぶ。ジン（精霊）の力を秘めた魔宝を手にすることで、そのジンを召喚することができる。
ちなみにフィールド移動時の音楽は彼女のテーマ曲「アラビアンナイトの唄」であり、説明書の最後に歌詞が記載されている。
イフリート
年齢 外見年齢18歳、身長 185cm、体重 89kg。
仲間の一人であり、かつては強大な力を振るった精霊王だったが、大魔法使いスレイマンに敗れて封印された。
気ままな暴れん坊だが、シュクランに解放されて行動をともにするうち、彼女の疑うことの知らなさとドジっぷりを放っておけないと思うようになる。
ハーティ
年齢 15歳、身長 162cm、体重 54kg
仲間の一人であり、泥棒の少年。金持ちになることを夢見ており、要領がよさそうに見えるが、根がお人よしなので結局損することが多い。
シュクランに好意を抱いている様子。

### ジン
精霊王イフリート
各ジンの頂点に立つ存在で、全属性の力を扱うことが出来るほどの強力な魔力を持つ。
ある理由からスレイマンに力を封印されてしまい、魔力を失ったイフリート（プレイヤー項目参照）の姿になる。
マジュヌーン
光のジン。外見年齢 20歳、身長 194cm。
かつての精霊王への敬愛が、零落した現在のイフリートへの憎悪に変わってしまっている。敵のボスとしてシュクランたちの前に立ちはだかるが……。
ギシル
炎のジン。外見年齢 12歳、身長 138cm。
わがままで単純。口うるさいマリードは嫌い。
マリード
水のジン。外見年齢 23歳、身長 190cm。
厳格な性格。ギシルの教育係のつもりだが、報われていない。
ゼイトゥーン
風のジン。外見年齢 16歳、身長 171cm。
礼儀正しく、他者への気遣いもできる。
ジャンビーア
大地のジン。外見年齢 26歳、身長 275cm。
堅忍不抜で義を重んじる武人。
フィッダ
銀と月光のジン。外見年齢 20歳、身長 178cm。
寡黙で何物にも執着を見せない。
ライラ・ライル
夜と闇のジン。外見年齢 23歳、身長 174cm、3サイズ 92/60/95。
イフリートの元恋人で、人間の少女に使われている彼を苦々しく思っている。
バルドゥ
鋼と鉱物のジン。外見年齢 22歳、身長 200cm。
高慢で、自分の強さをよりどころとしている。
ミシュミシュ
緑と樹木のジン。外見年齢 7歳、身長 112cm、3サイズ 非公開。
幼い少女の姿をしており、性格もおませな子供そのもの。
人間の青年であるクリヤットに好意を抱いている。

## スタッフ
- バトル・プログラム、ディレクター：河西貴則
- フィールド・コーディング：かりのかおる
- シナリオ：早川奈津子
- オール・アートデザイン：久保聡宏
- ゲーム・デザイン：川上俊則
- バトル・デザイン：二見康生
- 音楽：根本一郎、田村大輔、堀口貴史
- サウンド・ディレクション：田村大輔
- フィールド・グラフィック：矢野史子、おのごう
- バトル・グラフィック：上野かおり、山口奈津江
- タカラスタッフ
  - エグゼクティブ・プロデューサー：奥出信行
  - プロデューサー：中野隆幸
  - ディレクター：木村昭彦
  - アートワーク・デザイン：デザインオフィス・スペースラップ
- スーパーマーケッター：森岡俊広（タカラ）、竹川洋志（タカラ）、鳥浜克哉（タカラ）、平野真希（パンドラボックス）、越谷勝治（パンドラボックス）

## 評価
ゲーム誌『ファミ通』の「クロスレビュー」では合計26点（満40点）、『ファミリーコンピュータMagazine』の読者投票による「ゲーム通信簿」での評価は以下の通り、19.8点（満30点）となっている。
| 項目 | キャラクタ | 音楽 | お買い得度 | 操作性 | 熱中度 | オリジナリティ | 総合 |
| 得点 | 3.5        | 3.3  | 2.9        | 3.4    | 3.2    | 3.4            | 19.8 |

## 関連書籍
- アラビアンナイト 砂漠の精霊王 必勝攻略法（双葉社）ISBN 4575286249